# Rugby-Union-Europapokal 1954
Der Rugby-Union-Europapokal 1954 (engl. Rugby Union European Cup) war ein Wettbewerb für europäische Nationalmannschaften in der Sportart Rugby Union. Es handelte sich um die fünfte Ausgabe der vom Verband FIRA organisierten Rugby-Union-Europameisterschaft. Mit Ausnahme eines Vorrundenspiels wurden alle Spiele in Italien ausgetragen, beteiligt waren sechs Mannschaften. Den Europameistertitel gewann zum fünften Mal Frankreich.

## Ergebnisse

### Vorrundenspiele
| 5. April 1954 | Spanien | 23 : 0 | Portugal | Estadio Nacional Universidad Complutense, Madrid |
| 5. April 1954 |         |        |          | Estadio Nacional Universidad Complutense, Madrid |

| 11. April 1954 | Spanien | 14 : 0 | Belgien | Stadio Comunale di Monigo, Treviso |
| 11. April 1954 |         |        |         | Stadio Comunale di Monigo, Treviso |

### Halbfinale
| 19. April 1954 | Frankreich | 28 : 3 | Deutschland | Stadio Ennio Tardini, Parma |
| 19. April 1954 |            |        |             | Stadio Ennio Tardini, Parma |

| 19. April 1954 | Italien | 16 : 6 | Spanien | Neapel |
| 19. April 1954 |         |        |         | Neapel |

### Finale
| 24. April 1954 | Italien                                                                        | 12 : 39          | Frankreich | Stadio Olimpico, Rom Zuschauer: 25.000 Schiedsrichter: Peter Cooper (England) |
| 24. April 1954 | Versuche: Gabrielli 1. n.erh. Lanfranchi 77. n.erh. Straftritte: Dari 23., 59. | (6 : 16) Bericht | Versuche: M. Prat (2) 9. erh., 20. erh. Lepatey 43. erh. Murillo (2) 55. erh., 68. n.erh. Larréguy 72. erh. Erhöhungen: J. Prat (5/6) Straftritte: J. Prat (2/2) 11., 17. | Stadio Olimpico, Rom Zuschauer: 25.000 Schiedsrichter: Peter Cooper (England) |

Aufstellungen:
- Italien: Nando Barbini, Paolo Dari, Giorgio Fornari, Piero Gabrielli, Sergio Lanfranchi, Gennaro Mancini, Mario Percudani, Mario Pisaneschi, Leonardo Riccioni, Paolo Rosi , Riccardo Santopadre, Sergio Silvestri, Pietro Stievano, Andrea Taveggia, Remo Zanatta
- Frankreich: Pierre Albaladejo, Robert Baulon, Jean Bénetière, Jean Bichindaritz, André Boniface, Michel Celaya, Henri Domec, Amédée Domenech, Gérard Dufau, Gilbert Larréguy, Jacques Lepatey, Roger Martine, Gérard Murillo, Jean Prat , Maurice Prat

## Bilder

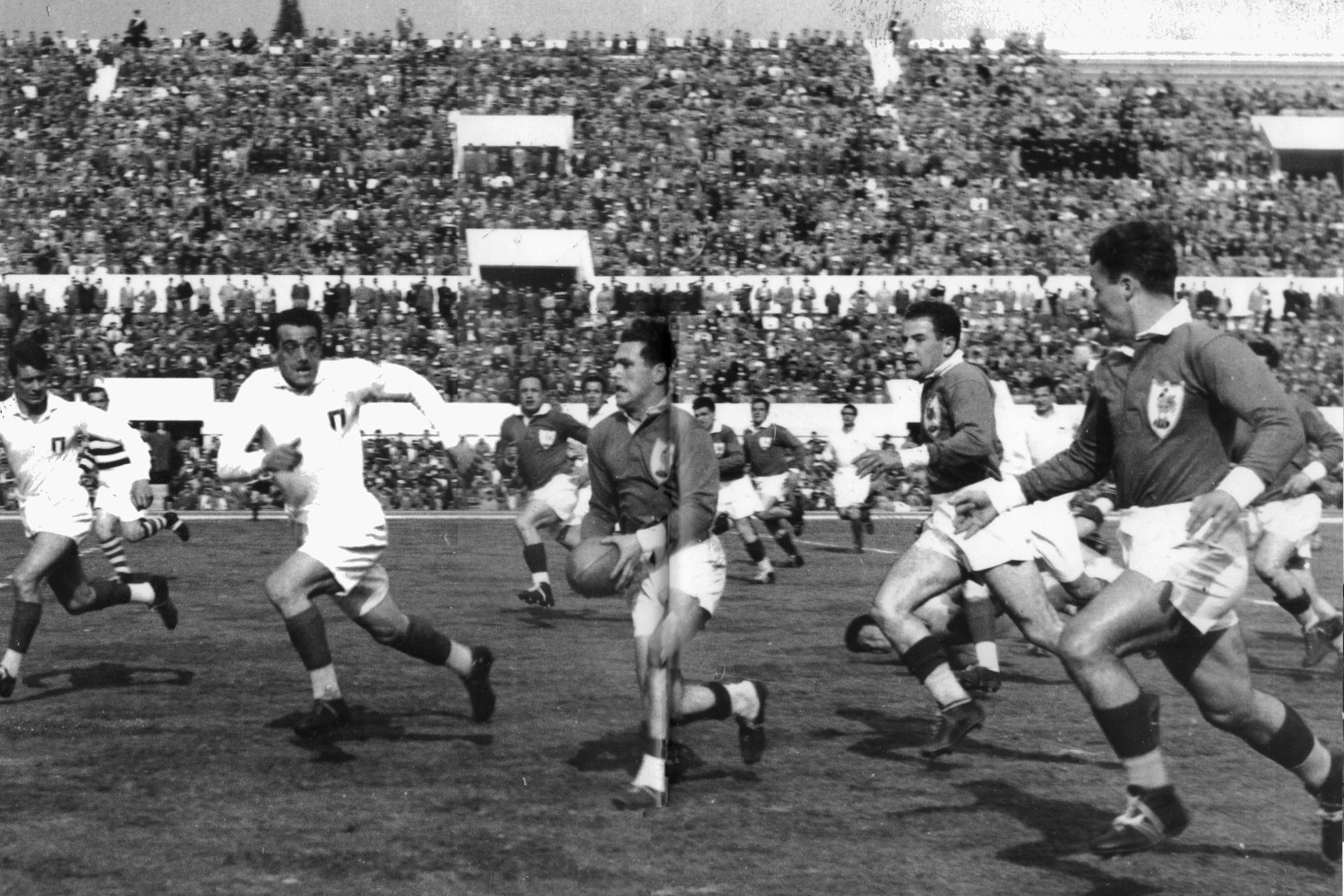
Finale Italien gegen Frankreich
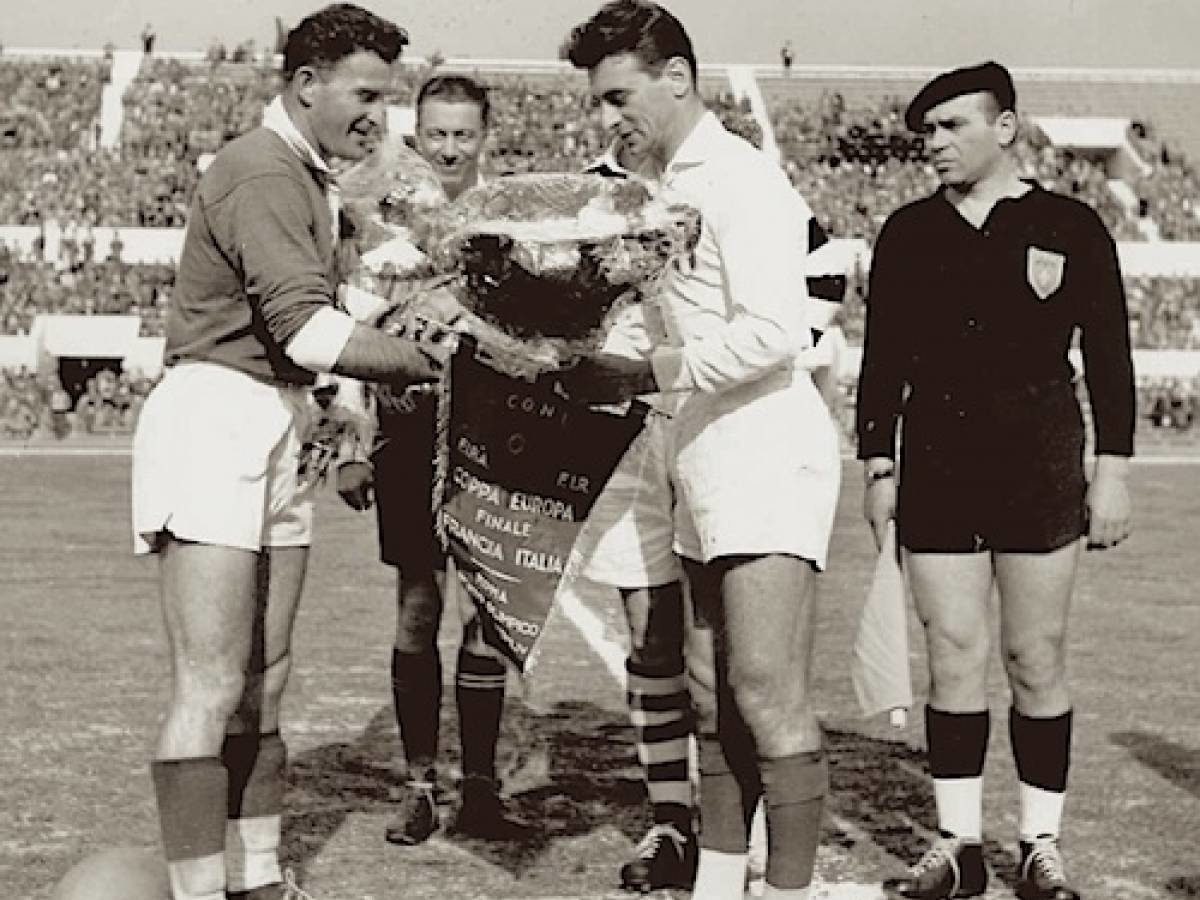
Die Mannschaftskapitäne Jean Prat (Frankreich, links) und Paolo Rosi (Italien) vor Spielbeginn